# Trinitapoli
Trinitapoli – miejscowość i gmina we Włoszech, w regionie Apulia, w prowincji Barletta-Andria-Trani.
Według danych na rok 2009 gminę zamieszkiwały 14 502 osoby przy gęstości zaludnienia 98,2 os./1 km².